# ميخائيل كارول
ميخائيل كارول (بالإنجليزية: Michael Carroll)‏ هو كاتب أيرلندي، ولد في 21 مارس 1966 في دبلن في جمهورية أيرلندا.

## وصلات خارجية
- الموقع الرسمي